# 사사키 노조무
사사키 노조무(일본어: 佐々木 望, 1967년 1월 25일 ~ )는 일본의 남자 성우다. 아오니 프로덕션 소속. 도쿄대 법학과 출신.

## 출연작

### TV 애니메이션
1987년
- 도테라맨 - 단명귀신
- 기동전사 건담 ZZ - 루난

1988년
- 붉은 광탄 질리온 - 안토니
- 에스퍼 마미 - 타케죠고
- 오! 패밀리 - 잭
- 그림명작극장 - 크라우스
- 시티헌터 - 타쿠야
- 북두의 권 2 - 타오
- 마진 로보 - 오카와 젠
- 미스터 아짓코 - 나카에 효타

1989년
- 초음전사 보그맨 - 타케루
- 사무라이 트루퍼 - 모리 신

1989년
- 푸른 망아지 브링크 - 브캬난 충정
- 오봇챠마 군 - 카키노 슈헤이
- 정글대제 - 치타
- 날아라 호빵맨 - 오소우지 맨(초대)
- 침푸이 - '우치기 쇼
- 천공전기 슈라토 - 화제 쿠비라
- 모모타로 시리즈 - 모모타로

1990년
- 마법의 천사 스위트 민트 - 플럼
- 세 눈이 간다 - 공향

1991년
- 겐지통신 아게다마 - 겐지 아게다마
- 시티헌터 91 - 한스 지크프리트
- 날아라 호빵맨 - 메자마시군(2대)
- 21에몬 - 21에몬
- 웃는 세일즈맨 - 남자

1992년
- 내일로 프리킥 - 로베르트 바제티니
- 사나다10용사 토마토맨 - 마론마
- 날아라 호빵맨 - 햄샌드군(초대)
- 요술공주 밍키(1991년 애니메이션) - 베일
- 유유백서 - 우라메시 유스케

1994년
- 캡틴 츠바사 J - 오오조라 츠바사
- 골 FH - 타츠무라 히카루
- 마법기사 레이어스 - 도사 클레프

1995년
- 닌쿠 - 아오키치

1996년
- 감바! Fly high - 우치다 미노루
- 기동신세기 건담 X - 올바 프로스트
- B'TX - 타카미야 코타로

1997년
- 뱀파이어 미유 - 우라나베 마키
- 소녀혁명 우테나 - 츠치야 루카
- 넥스트 전기 EHRGEIZ - 하루
- 마하 GoGoGo - 크래셔 키드

1998년
- 바이스 크로이츠 - 나오에 나에다
- 그남자 그여자의 사정 - 토나미 다케후미[2]
- 바사라 - 아사기

1999년
- 카드캡터 사쿠라 - 히이라기자와 에리오르
- 데빌맨 레이디 - 키타노 유이치
- 명탐정 코난 - 에다 카즈히코
- 몬스터팜 - 햄
- 몬스터팜 2기 - 햄

2000년
- 유희왕 듀얼몬스터즈 - 샤디, 신관 샤다

2001년
- 날아라 호빵맨 - 못킨맨
- 도라에몽 - 시게노 테오
- 테니스의 왕자 - 아쿠츠 진

2002년
- 아소봇 전기오구 - 죠
- 바이스 크로이츠 - 나오에 나에다
- 우정의 그라운드(킥 오프 2002)  - 강찬
- .hack/SIGN - 마법사
- 나루토 - 겟코 하야테

2003년
- 이누야샤 - 쿄스케
- 수병위인풍첩 용보옥편 - 마구

2004년
- 오늘부터 마왕 - 대현자
- 사무라이 건 - 사카모토 료마
- 사무라이 참프루 - 유키마루
- 창궁의 파프너 - 도우마 히로토
- 불새 - 레오나
- MADLAX - 버짓
- 명탐정 코난 - 텐코의 연인
- 몬스터 - 요한 리베르트

2005년
- 오뎅 군 - 윈너 군
- 유리가면 - 성당인
- 날아라 호빵맨 - 허니(5대)
- 블랙 잭 - 무사시
- BLOOD+ - 칼 페이온
- 풀 메탈 패닉! The Second Raid - 양준규

2006년
- 지옥소녀 - 우지이에 유키오
- 스파이더 라이더즈 ~떠오르는 태양~ - 토우레

2007년
- 시구루이 - 이라코 세이겐
- 듀얼마스터즈 - 아키바 츠토무
- DARKER THAN BLACK -흑의 계약자- - 우카야마 소쿠오
- 데스노트 - 멜로
- 소녀왕국 표류기 - 북쪽의 주인/대아
- 푸루룽! 시즈쿠짱 - 김치 씨

2008년
- 오늘부터 마왕 3기 - 제네우스, 대현자
- 개구리 중사 케로로 - 사바바
- 스케어크로맨 - 토니
- 데스노트 완전결착 - 멜로
- 탑 시크릿 - 마슈 하베이
- 나루토 질풍전 - 겟코 하야테
- 마인탐정 네우로 - 히구치 유우야

2009년
- 엘리먼트 헌터 - 로드니 포드
- 창천항로 - 영제

2010년
- 개구리 중사 케로로 - 치바바
- 디지몬 크로스워즈 - 그랜드로코몬
- 動物かんきょう会議 - 니와토리 장

2011년
- 개구리 중사 케로로 - 저지의 목소리
- 전국오토메 - 시로
- 타마유라 - 시라이 켄
- 프리티 리듬 오로라 드림 - 하루네 히로시
- 레벨E - 사카쿠라

2012년
- 신 테니스의 왕자 - 아쿠츠 진
- 디지몬 크로스워즈 : 디지몬 헌터 - 나이트체스몬/루크체스몬
- 프리티 리듬 오로라 드림 - 아나운서

2013년
- 힘내! 오뎅군 - 윈너 군, 이토코 군
- 듀얼마스터즈 V3 빅토리 - 만토라 교황 바라몬
- 팔견전-동방팔견이문- 2기 - 나츠메
- 프리티 리듬 디어 마이 퓨처 - 하루네 히로시

2015년
- GARO -홍련의 달- - 시치죠 코우인
- 창궁의 파프너 EXODUS - 도우마 히로토
- 월드 트리거 - 하이레인

2016년
- 도라에몽 - 미나모토노 요시츠네
- 프리파라 - 츠키카와 치리의 아버지.
- 우시오와 토라 - 라마

2017년
- 명탐정 코난 - 코쿠리 산페이
- 코노하나 기담 - 남자
- 포켓몬스터 썬&문 - 하야테

2018년
- 카드캡터 사쿠라 클리어 카드 편 - 히이라기자와 에리오르
- TO BE HEROINE - 사이몬 후부키
- 풀 메탈 패닉! Invisible Victory - 양준규
- 꼭두각시 서커스 - 기이 크리스토퍼 래쉬

2019년
- 7SEEDS - 아라마키 타카히로
- 무한의 주인 -IMMORTAL- - 아노츠 카게히사

2020년
- 마술사 오펜 뜻밖의 여행 - 딥 드래곤
- 던전앤파이터: 역전의 바퀴 - 혼돈의 오즈마

2021년
- 겟타로보 아크 - 타일
- 임금님 랭킹 - 미츠마타

2022년
- 영구소년 Eternal Boys - 카이자키 마코토

2023년
- 명탐정 코난 - 사나다 히로아키^^1107^^

2024년
- 마녀와 야수 - 사령 마술사
- 붓치기리?! - 진 마리토
- 그렌다이저 U - 베가 대왕

1. ↑  https://twitter.com/nozomu_s_staff/status/1243840296414105600
2. ↑  어린 시절은 미야타 코우키.